# Brian Fagan
Brian Fagan (anglès: Brian Murray Fagan)  (Birmingham, 1 d'agost de 1936 - 1 de juliol de 2025) va ser un professor d'antropologia a la Universitat de Santa Bàrbara (Califòrnia, Estats Units). També va ser autor de nombrosos llibres d'arqueologia.

## Obra
- The Rape of the Nile: Tomb Robbers, Tourists, and Archaeologists in Egypt. Nova York: Charles Scribner s Sons, 1975 (Tapa dura, ISBN 0-684-14235-X); Boulder, CO: Westview Press, 2004 (edició revisada i actualitzada, Llibre de butxaca, ISBN 0-8133-4061-6).
- Quest for the Past: Great Discoveries in Archaeology. Boston: Addison Wesley, 1978 (Llibre de butxaca, ISBN 0-201-03111-6).
- Clash of Cultures. New York: W.H. Freeman & Company, 1984 (Llibre de butxaca, ISBN 0-7167-1622-4); Lanham, MD: Altamira Press, 1997 (Tapa dura, ISBN 0-7619-9146-8, Llibre de butxaca, ISBN 0-7619-9145-X).
- The Adventure of Archaeology. Seattle, WA: University of Washington Press, 1985 (Tapa dura, ISBN 0-87044-603-7)
- The Great Journey: The Peopling of Ancient America. Londres: Thames & Hudson, 1987 (Tapa dura, ISBN 0-500-05045-7); 1989 (Llibre de butxaca, ISBN 0-500-27515-7); Gainesville, FL: University Press of Florida, 2004 (edició actualitzada, Llibre de butxaca, ISBN 0-8130-2756-X).
- Journey from Eden: The Peopling of Our World. Londres: Thames & Hudson, 1991 (Tapa dura, ISBN 0-500-05057-0).
- Kingdoms of Gold, Kingdoms of Jade: The Americas Before Columbus. Londres: Thames & Hudson, 1991 (Tapa dura, ISBN 0-500-05062-7).
- Snapshots of the Past. Lanham, MD: Altamira Press, 1995 (Tapa dura, ISBN 0-7619-9109-3, Llibre de butxaca, ISBN 0-7619-9108-5).
- Time Detectives: How Archaeologist Uses Technology to Recapture the Past. Nova York: Simon & Schuster, 1995 (Tapa dura, ISBN 0-671-79385-3; Llibre de butxaca, ISBN 0-684-81828-0).
- (Editor) The Oxford Companion to Archaeology. Nova York: Oxford University Press (USA), 1996 (Tapa dura, ISBN 0-19-507618-4).
- (Editor) Eyewitness to Discovery: First-Person Accounts of More Than Fifty of the World's Greatest Archaeological Discoveries. Nova York: Oxford University Press (USA), 1997 (Tapa dura, ISBN 0-19-508141-2); 1999 (Llibre de butxaca, ISBN 0-19-512651-3).
- Floods, Famines, and Emperors: El Nen and the Fate of Civilizations. New York: Basic Books, 1999 (Tapa dura, ISBN 0-465-01120-9); 2000 (Llibre de butxaca, ISBN 0-465-01121-7); Londres: Pimlico, 2001 (new ed., Llibre de butxaca, ISBN 0-7126-6478-5)
- (Editor) The Seventy Great Mysteries of the Ancient World: Unlocking the Secrets of Past Civilizations. Londres: Thames & Hudson, 2001 (Llibre de butxaca, ISBN 0-500-51050-4).
- The Little Ice Age: How Climate Made History, 1300-1850 ( La Petita edat de Gel). Nova York: Basic Books, 2000 (Tapa dura, ISBN 0-465-02271-5); 2001 (Llibre de butxaca, ISBN 0-465-02272-3).
- Stonehenge. Nova York: Oxford University Press (USA), 2002 (ISBN 0-19-514314-0).
- Archaeologists: Explorers of the Human Past. Nova York: Oxford University Press (USA), 2003 (Tapa dura, ISBN 0-19-511946-0).
- Before California: An Archaeologist Looks at Our Earliest Inhabitants. Lanham, MD: Rowman & Littlefield, 2003 (Llibre de butxaca, ISBN 0-7425-2794-8); Altamira Press, 2004 (nova ed., Llibre de butxaca, ISBN 0-7591-0374-7).
- Grahame Clark: An Intellectual Biography of an Archaeologist. Boulder, CO: Westview Press, 2001 (Tapa dura, ISBN 0-8133-3602-3); 2003 (Llibre de butxaca, ISBN 0-8133-4113-2).
- The Long Summer: How Climate Changed Civilization. Nova York: Basic Books, 2003 (Tapa dura, ISBN 0-465-02281-2); 2004 (Llibre de butxaca, ISBN 0-465-02282-0).
- A Brief History of Archaeology: Classical Times to the Twenty-First Century. Upper Saddle River, NJ: Prentice Hall, 2004 (Llibre de butxaca, ISBN 0-13-177698-3).
- (Editor) The Seventy Great Inventions of the Ancient World. London: Thames & Hudson, 2004 ((Tapa dura, ISBN 0-500-05130-5).
- Chaco Canyon: Archaeologists Explore the Lives of an Ancient Society. Nova York: Oxford University Press (USA), 2005 (Tapa dura, ISBN 0-19-517043-1).
- Writing Archaeology: Telling Stories About the Past. Walnut Creek, CA: Left Coast Press, 2005 (Tapa dura, ISBN 1-59874-004-0; Llibre de butxaca ISBN 1-59874-005-9).
- From Stonehenge to Samarkand: An Anthology of Archaeological Travel Writing. Nova York: Oxford University Press (USA), 2006 (Tapa dura, ISBN 0-19-516091-6).
- Fish on Friday: Feasting, Fasting, And Discovery of the New World. Nova York: Basic Books, 2007 (Tapa dura, ISBN 0-465-02284-7; Llibre de butxaca, ISBN 0-465-02285-5).